# Deserto di La Guajira

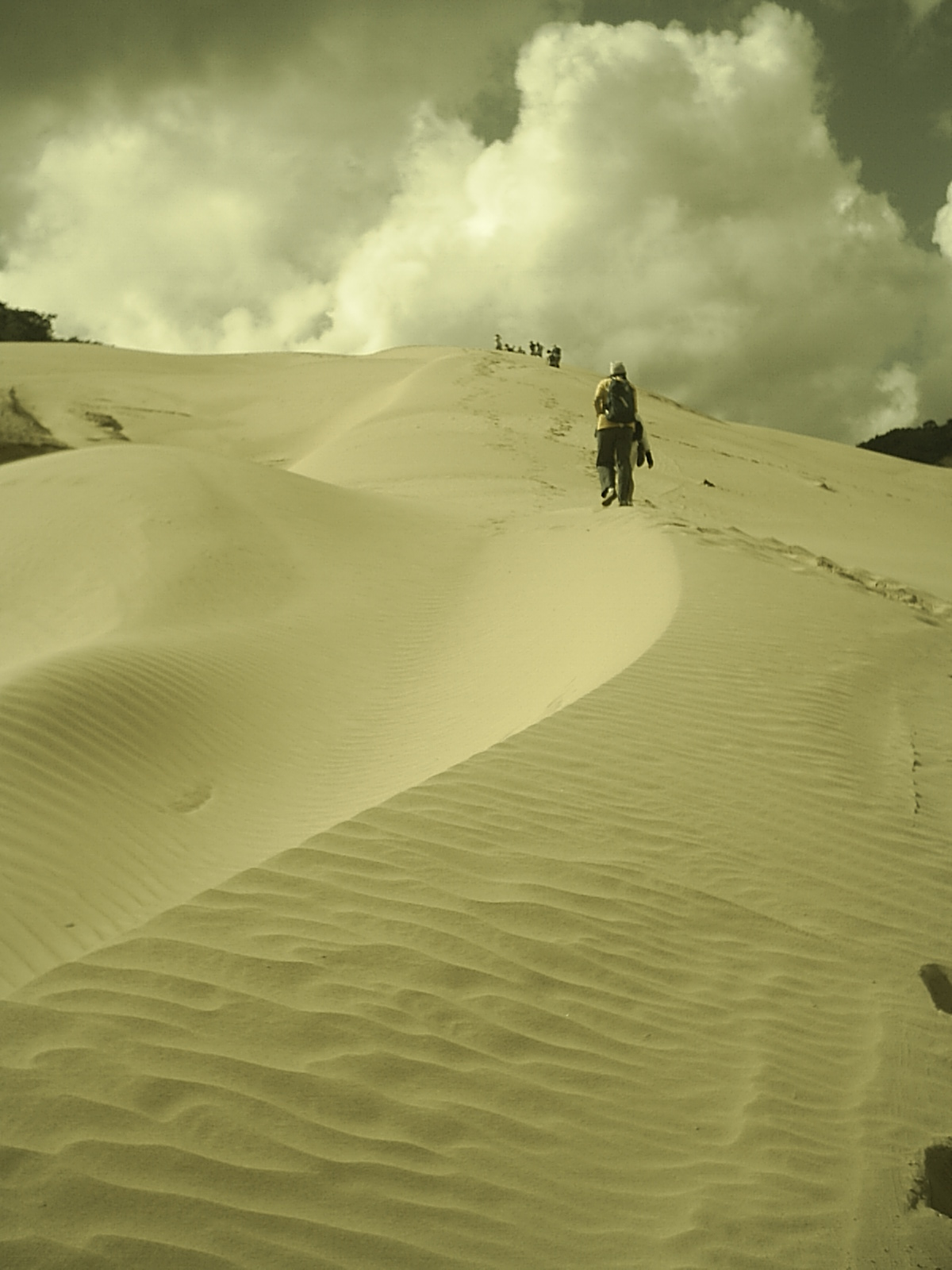
Dune nel deserto di La Guajira

Il deserto di La Guajira è situato nella parte più settentrionale della Colombia, circa 1100 km a nord di Bogotà, nel Dipartimento di La Guajira, che comprende la maggior parte della Penisola della Guajira e anche parte del territorio del Venezuela. La regione contiene enormi riserve di carbone, sfruttate nella zona di El Cerrejon.
L'area è anche la terra nativa degli indigeni Wayuu, un gruppo etnico dedito prevalentemente alla pastorizia. I Wayuu sono anche esperti tuffatori subacquei e si immergono nel mare alla ricerca delle perle.
Nel deserto è presente una flora e una fauna molta varia e vi si trova il parco nazionale della catena montuosa della Serranía de Macuira, istituito nel 1977. Il parco copre circa 25.000  ettari della zona montuosa, con altitudini che vanno da 0 a 450 metri.
Il clima è piuttosto mite con una temperatura media di circa 27 °C